# كانتوا كريك (كاليفورنيا)
كانتوا كريك (بالإنجليزية: Cantua Creek CDP, California)‏ هي منطقة سكنية تقع بولاية كاليفورنيا في الولايات المتحدة. تبلغ مساحتها 9.83 كم2، وترتفع عن سطح البحر 90 م، بلغ عدد سكانها 466 نسمة في عام 2010 حسب إحصاء مكتب تعداد الولايات المتحدة وتصل الكثافة السكانية فيها 47.4 نسمة لكل كيلومتر مربع (122.8/ميل2).

## التركيبة السكانية
حدّد مكتب تعداد الولايات المتحدة بيانات التركيبة السكانية لكانتوا كريك في تعداد الولايات المتحدة. في ما يلي، التركيبة السكانية حسب تعدادي 2000 و2010.

### تعداد عام 2000
بلغ عدد سكان كانتوا كريك 655 نسمة بحسب تعداد عام 2000، وبلغ عدد الأسر 141 أسرة وعدد العائلات 132 عائلة مقيمة في المنطقة السكنية. في حين سجلت الكثافة السكانية 66.6 نسمة لكل كيلومتر مربع (172.5/ميل2). وبلغ عدد الوحدات السكنية 154 وحدة بمتوسط كثافة قدره 15.7 لكل كيلومتر مربع (40.7/ميل2).
وتوزع التركيب العرقي للمنطقة السكنية بنسبة 42.60% من البيض و0.15% من الأمريكيين الأفارقة و0.61% من الأمريكيين الأصليين و52.06% من الأعراق الأخرى و4.58% من عرقين مختلطين أو أكثر و93.74% من الهسبانيون أو اللاتينيون من أي عرق.
بلغ عدد الأسر 141 أسرة كانت نسبة 72.3% منها لديها أطفال تحت سن الثامنة عشر تعيش معهم، وبلغت نسبة الأزواج القاطنين مع بعضهم البعض 80.1% من أصل المجموع الكلي للأسر، ونسبة 3.5% من الأسر كان لديها معيلات من الإناث دون وجود شريك، بينما كانت نسبة 9.9% من الأسر لديها معيلون من الذكور دون وجود شريكة وكانت نسبة 6.4% من غير العائلات. تألفت نسبة 2.8% من أصل جميع الأسر من عدة أفراد يعيشون في نفس المنزل. وبلغ متوسط حجم الأسرة المعيشية 4.51، أما متوسط حجم العائلات فبلغ 4.52.
بلغ العمر الوسطي للسكان 24.4 عاماً. وكانت نسبة 35.1% من القاطنين تحت سن الثامنة عشر، وكانت نسبة 13.9% بين الثامنة عشر والرابعة والعشرين عاماً، ونسبة 28.9% كانت واقعةً في الفئة العمرية ما بين الخامسة والعشرين والرابعة والأربعين عاماً، ونسبة 16% كانت ما بين الخامسة والأربعين والرابعة والستين، ونسبة 3.2% كانت ضمن فئة الخامسة والستين عاماً فما فوق. يوجد لكل 100 أنثى 131.3 ذكر، ويوجد لكل 100 أنثى في الثامنة عشر من عمرها فما فوق 128.1 ذكر.
بلغ متوسط دخل الأسرة في المنطقة السكنية 26,484 دولارًا، أما متوسط دخل العائلة فبلغ 26,484 دولارًا. وكان متوسط دخل الذكور 2,499 دولارًا مقابل 26,250 دولارًا للإناث. وسجل دخل الفرد الخاص بالمنطقة السكنية 5,693 دولارًا. وكانت نسبة 26.7% من العائلات ونسبة 38.1% من السكان تحت خط الفقر، وكان من هؤلاء نسبة 46.2% تحت سن الثامنة عشر ونسبة 0% في الخامسة والستين من العمر وما فوق.

### تعداد عام 2010
بلغ عدد سكان كانتوا كريك 466 نسمة بحسب تعداد عام 2010، وبلغ عدد الأسر 113 أسرة وعدد العائلات 104 عائلة مقيمة في المنطقة السكنية. في حين سجلت الكثافة السكانية 47.4 نسمة لكل كيلومتر مربع (122.8/ميل2). وبلغ عدد الوحدات السكنية 128 وحدة بمتوسط كثافة قدره 13 لكل كيلومتر مربع (33.7/ميل2).
وتوزع التركيب العرقي للمنطقة السكنية بنسبة 52.36% من البيض و1.07% من الأمريكيين الأفارقة و0.64% من الأمريكيين الأصليين و0.21% من الأمريكيين ذوي الأصول الآسيوية و42.70% من الأعراق الأخرى و3% من عرقين مختلطين أو أكثر و98.93% من الهسبانيون أو اللاتينيون من أي عرق.
بلغ عدد الأسر 113 أسرة كانت نسبة 58.4% منها لديها أطفال تحت سن الثامنة عشر تعيش معهم، وبلغت نسبة الأزواج القاطنين مع بعضهم البعض 68.1% من أصل المجموع الكلي للأسر، ونسبة 13.3% من الأسر كان لديها معيلات من الإناث دون وجود شريك، بينما كانت نسبة 10.6% من الأسر لديها معيلون من الذكور دون وجود شريكة وكانت نسبة 8% من غير العائلات. تألفت نسبة 5.3% من أصل جميع الأسر من عدة أفراد يعيشون في نفس المنزل ونسبة 0.9% كانت تتألف من شخص يعيش بمفرده يبلغ من العمر 65 عاماً أو أكثر. وبلغ متوسط حجم الأسرة المعيشية 4.08، أما متوسط حجم العائلات فبلغ 4.24.
بلغ العمر الوسطي للسكان 28.0 عاماً. وكانت نسبة 30.9% من القاطنين تحت سن الثامنة عشر، وكانت نسبة 12% بين الثامنة عشر والرابعة والعشرين عاماً، ونسبة 29.4% كانت واقعةً في الفئة العمرية ما بين الخامسة والعشرين والرابعة والأربعين عاماً، ونسبة 19.7% كانت ما بين الخامسة والأربعين والرابعة والستين، ونسبة 7.9% كانت ضمن فئة الخامسة والستين عاماً فما فوق. وتوزع التركيب الجنسي للسكان بنسبة 56.7% ذكور و43.3% إناث.